# Schwedt
Schwedt/Oder [ʃveːt] es el municipio más poblado del distrito de Uckermark, situado en el noreste del estado federado de Brandeburgo (Alemania), junto al río Óder, que marca la frontera con Polonia. Su población a finales de 2016 era de 30 000 habs. y su densidad poblacional, 150 hab/km².
En el año 2008 fue nombrada Nationalparkstadt (ciudad de parque nacional), siendo la primera ciudad en Alemania que recibe este título, que hace referencia al Parque nacional del Valle del Bajo Óder.

## Geografía
Schwedt/Oder se sitúa en el este de la Uckermark, una zona repleta de lagos entre los ríos Óder y Havel. Su paisaje está condicionado por la glaciación. La ciudad se encuentra junto a un dique que la separa de una zona de inundación. En el flanco opuesto del río Óder, ya en territorio polaco, el terreno se eleva considerablemente. De forma paralela al Óder transcurre un canal llamado Hohensaaten-Friedrichsthaler Wasserstraße.
Con una superficie de aprox. 360 km², se trata de uno de municipios más extensos de Alemania.

## Demografía
- Tendencia poblacional desde 1875 (línea azul: población; línea punteada: comparación con tendencias poblacionales del estado de Brandenburg; fondo gris: tiempo de gobierno Nazi; fondo rojo: tiempo de Gobierno comunista)
- Proyecciones y desarrollo poblacional reciente (Desarrollo poblacional antes del censo del 2011 (línea azul); Desarrollo poblacional reciente de acuerdo al Censo en Alemania del 2011 (línea azul con bordes); Proyecciones ofiales para el período 2005-2030 (línea amarilla); para el período 2017-2030 (línea escarlata); para el período 2020-2030 (línea verde)